# El madroño
El madroño (anteriormente llamado Aquí hay madroño) fue un programa de televisión de crónica social producido por La Fábrica de la Tele y emitido por Telemadrid. El programa, presentado por David Valldeperas y Carmen Alcayde, se emitió de lunes a viernes entre el 2 de julio de 2018 y el 13 de marzo de 2020 en la franja de access prime time, concretamente entre las 21:45 y las 22:30 horas.

## Formato
Los contenidos del programa se centraban en la actualidad de la prensa del corazón y el mundo de los famosos. La base del programa eran los reportajes y las entrevistas.

## Equipo
- Producción
  - La Fábrica de la Tele
- Dirección y coordinación
  - Mar Adrián.

### Presentadores
| Presentador       | Profesión                                         | Años        | Notas                  |
| ----------------- | ------------------------------------------------- | ----------- | ---------------------- |
| Carmen Alcayde    | Presentadora                                      | (2018-2020) | Presentadora titular   |
| David Valldeperas | Presentador y director de programas de televisión | (2018-2020) | Presentador titular    |
| Fede Arias        | Periodista y reportero                            | (2019-2020) | Presentador sustituto  |
| Aránzazu Santos   | Periodista y reportera                            | (2019-2020) | Presentadora sustituta |

### Reporteros
| Reportero                  | Años        |
| -------------------------- | ----------- |
| Fede Arias                 | (2018-2020) |
| Miguel Ángel López         | (2018-2020) |
| Inmaculada Jiménez (Cuqui) | (2018-2020) |
| Saulo Fernández            | (2018-2020) |
| Aránzazu Santos            | (2019-2020) |
| Miguel Ángel Rech          | (2019-2020) |
| Pablo Gonzalbo             | (2019-2020) |
| Alejandro Vigara           | (2019-2020) |
| Amanda Parraga             | (2019-2020) |
| Cayetana Llorca            | (2019-2020) |
| Zaira Boo                  | (2020)      |

### Invitados
| Reportero            | Años   |
| -------------------- | ------ |
| Belén Esteban        | (2018) |
| Terelu Campos        | (2018) |
| Kiko Hernández       | (2018) |
| Raquel Bollo         | (2019) |
| Miriam Saavedra      | (2019) |
| Lydia Lozano         | (2019) |
| Mila Ximénez         | (2019) |
| Jorge Javier Vázquez | (2019) |
| Ylenia Padilla       | (2020) |
| Alonso Caparrós      | (2020) |

### Antiguos
| Reportero        | Años        |
| ---------------- | ----------- |
| Cristina Rocha   | (2018)      |
| Natalia Lombardo | (2018-2019) |
| Dani Machí       | (2018-2019) |
| Marta Romaguera  | (2018-2019) |
| María Verdoy     | (2018-2019) |